# قره کهریز (خمین)
قره کهریز، روستایی از توابع دهستان آشناخور بخش مرکزی شهرستان خمین در استان مرکزی ایران است.

## جمعیت
این روستا در دهستان آشناخور قرار دارد و براساس سرشماری مرکز آمار ایران در سال ۱۳۸۵، جمعیت آن ۹۶۶ نفر (۲۱۱خانوار) بوده‌است.

## مردم
مردم روستای قره کهریز لر زبان و از ایل بختیاری می باشند.